# H. P. Daniels
H.P. Daniels, auch H.P. Daniels und HP Daniels (* 3. November 1951 in München) ist ein deutscher Schriftsteller, Musiker und Journalist.

## Leben
H. P. Daniels studierte nach dem Abitur in Frankfurt/M. an der Freien Universität Berlin Germanistik und Politologie. Das Studium schloss er ab mit einer Magisterarbeit zum Thema: Der Einfluss der modernen amerikanischen Lyrik auf Rolf Dieter Brinkmanns Gedichte.
Schon während des Studiums trat er als Singer/Songwriter auf. Nach dem Examen gründete er 1980 die Rockband The Escalatorz, mit der er als Sänger und Gitarrist Konzerte gab und diverse Schallplatten veröffentlichte. Er schrieb auch die meisten Songs für die Band.
Darüber hinaus arbeitete er als Autor von Kurzgeschichten, Erzählungen und Reportagen für unterschiedliche Radiostationen, Zeitungen, Zeitschriften und Anthologien. Als Musikkritiker war er viele Jahre für den Tip Berlin tätig, und von 1998 bis 2016 für den Berliner Tagesspiegel.
Für seine literarische Tätigkeit erhielt er 1991 das Alfred-Döblin-Stipendium der Akademie der Künste, 1992 ein Stipendium des Berliner Kultursenats und in den Jahren 1993 und 1994 Stipendien der Berliner Künstlerförderung.
2019 veröffentlichte er seinen ersten Roman Runaway im Berliner Transit Verlag.

## Veröffentlichungen

### Diskografie (The Escalatorz)
- The Escalatorz ... at 45 rpm, 10"-EP, Mauerton Musikproduktion, 1981
- Rough Stuff / Back On My Feet Again, 7", Berlin Rock News, 1982
- So Fragile / No Panic, 7", Smanx, 1983
- Sordid Selection, MC, Smanx, 1983
- From The Garage Straight To Your Heart / Commuter Love, 7", Smanx, 1984
- Season Ticket / Too Bad, 7", Smanx, 1984
- Movin' On / Small Talk, 7", Smanx, 1985
- Straight To Your Heart, LP, Vielklang/Smanx, 1987
- Contaminated Memories / No Crime, 7", Smanx, 1987